# Peniculida
Os peniculídeos são uma ordem de protozoários ciliados - Peniculida – que incluem a conhecida paramécia. São, em geral, espécies grandes, que vivem em água doce e se alimentam de organismos mais pequenos, que atraem para a sua “boca” ou citóstoma.
O corpo é geralmente coberto de uma ciliatura densa e uniforme, que também cobre um “vestíbulo”, o sulco oral, onde se encontra a “boca”. Na base do sulco oral encontram-se extrussomas, que são organelos capazes de expelir um bastão fibroso, como “órgão” de defesa ou de ataque, semelhante aos nematocistos das águas-vivas.
Entre os cílios orais, encontram-se os peniculi, que dão o nome a este grupo, e que correspondem às membranelas das ordens irmãs.
O ciclo de vida destes protistas é directo (não passam por metamorfoses) e, na maior parte dos casos, não têm tendência para enquistar.
A ordem compreende duas subordens:
- Frontoniina, que tipicamente têm um sulco oral pouco profundo, com uma longa membrana paroral e cinécias mais densas perto da boca, denominadas ofriocinécias, que participam na formação da nova boca durante a divisão celular.
- Parameciina, que tipicamente têm um sulco oral pouco profundo, com peniculi e membrana paroral reduzida, apesar de presente durante a interfase.

Os peniculideos foram pela primeira vez descritos por Fauré-Fremiet em Corliss, em 1956, como uma das três subordens dos himenostomados (actualmente a subclasse Hymenostomatia), mas actualmente são tratados como subclasses irmãs da classe Oligohymenophorea. As duas subordens acima referidas foram descritas por Small e Lynn em 1985; no entanto, eles consideraram os peniculídeos na classe Nassophorea, devido a algumas características ultrastruturais, como a presença dos nematodesmas, que eles consideraram como indicação de que o cyrtos tinha desaparecido, como carácter secundário. Estudos mais recentes desmentiram aquela hipótese.

## Famílias
Subordem Frontoniina
- Clathrostomatidae
- Frontoniidae
- Lembadionidae
- Maritujidae
- Stokesiidae

Subordem Parameciina
- Parameciidae (Paramecium)
- Neobursaridiidae
- Urocentridae